# Revolvingový úvěr
Revolvingový úvěr je krátkodobý provozní bankovní úvěr. Klient splácí úvěr postupně a může ho opakovaně čerpat až do výše schváleného úvěrového rámce.
Je bankou poskytován pro průběžné (opakované) financování oběžného majetku podniku. Princip úvěru je založen na sjednání úvěrového limitu a jeho účelovém čerpání. Čerpání úvěrového limitu banka (na základě žádosti podniku o čerpání) reguluje podle aktuální hodnoty zásob nebo pohledávek. Čerpání úvěrového limitu se uskutečňuje zpravidla v měsíčních intervalech.

## Využití
Úvěr se využívá pro případ neočekávaných výdajů, pro financování oběžných prostředků (financování pohledávek či zásob). Vhodný je především pro klienty s proměnlivým, ale kladným kapitálem na svém osobním účtu, kterým poskytuje prostředky na překlenutí období mezi fakturací a splatností svých pohledávek.

## Výhody
- Klient, který si opakovaně půjčuje peníze, nemusí pokaždé úvěr znovu zařizovat.
- Administrativně nenáročný
- Úvěr lze čerpat a zároveň splácet
- Lze ho čerpat prostřednictvím kreditní karty

## Nevýhody
- Vysoké úroky v případě prodlení
- Nízký úvěrový rámec
- Vyšší minimální splátky

## Úrokové sazby a doba splatnosti
Úvěry jsou poskytovány s úrokovou sazbou buď fixní, nebo pohyblivou. Pohyblivá sazba je vázána na sazby mezibankovního trhu. Úroky se pohybují kolem 2% p.m., úročí se tedy měsíčně.

### Formy čerpání
- Kreditní karty[3]
- Úvěr sjednaný přímo v pobočce banky či jiného finančního poskytovatele.

## Podklady k založení revolvingového úvěru
Požadavky jednotlivých finančních společností se liší, ale jako u většiny finančních úvěrů, i u revolvingového úvěruje od klienta vyžadována bonita, tj.musí být schopen úvěr řádně splácet.
Nejčastější požadavky na podklady k žádosti o úvěr:
- Doklad totožnosti osob oprávněných jednat za společnost
- Platný živnostenský list nebo výpis z obchodního rejstříku
- Alespoň 1 daňové přiznání, je-li k dispozici
- Výpisy z běžného účtu v bance za poslední tři měsíce[4]